# Mind
MIND — це щоквартальний рецензований академічний журнал з філософії, який видається Oxford University Press від імені Mind Association. Попередньо публікуючи виключно філософію в аналітичній традиції, тепер журнал «прагне прийняти якість як єдиний критерій публікації, не виключаючи жодної галузі філософії, жодного стилю філософії та жодної філософської школи». Його інституційний будинок є спільним для Оксфордського університету та Університетського коледжу Лондона. Вважається важливим ресурсом для вивчення філософії.

## Історія та профіль
Журнал був заснований у 1876 році шотландським філософом Александром Бейном (Університет Абердіна) зі своїм колегою та колишнім студентом Джорджем Крумом Робертсоном (Університетський коледж Лондона) як головним редактором. Після смерті Робертсона в 1891 році Джордж Стаут перейняв посаду редактора і почав «Нову серію». На початку журнал був присвячений питанню про те, чи може психологія бути законною природничою наукою. У першому випуску Робертсон писав:
Тепер, якби існував журнал, який фіксував би всі досягнення в психології та заохочував спеціальні дослідження своєю готовністю їх публікувати, невизначеність, що нависла над темою, навряд чи могла б не розвіятися. Або психологія з часом увійде за загальною згодою в компанію наук, або порожнеча її претензій стане відкритою. Насправді, публікація 'Mind' спрямована на вирішення цього питання щодо наукового статусу психології.
Протягом 20-го століття журнал був провідним у публікаціях аналітичної філософії. У 2015 році під егідою своїх нових головних редакторів Люсі О'Брайен (Університетський коледж Лондона) та Адріана Вільяма Мура (Оксфордський університет) він почав приймати статті від усіх стилів і шкіл філософії.
У Mind було опубліковано багато відомих есе таких діячів, як Чарльз Дарвін, Дж. М. Е. Мактаґгарт і Ноам Хомський. Три з найвідоміших, мабуть, це «Що черепаха сказала Ахіллові» Льюїса Керролла (1895), «Про позначення» Бертрана Рассела (1905) і «Обчислювальна техніка та інтелект» Алана Тьюринга (1950), в якому він вперше запропонував тест Тюрінга.

## Головні редактори
Головними редакторами були:
- 1876—1891: Джордж Крум Робертсон[6]
- 1891—1920: Джордж Фредерік Стаут
- 1921—1947: Джордж Едвард Мур
- 1947—1972: Гілберт Райл
- 1972—1984: Девід Гемлін
- 1984—1990: Саймон Блекберн[en]
- 1990—2000: Марк Сейнсбері
- 2000—2005: Майкл Мартін
- 2005—2015: Томас Болдуін
- 2015–тепер: Адріан Вільям Мур і Люсі О'Брайен

## Відомі статті

### 19 століття
- «Біографічний нарис про немовля» (1877) — Чарльз Дарвін
- «Що таке емоція?» (1884) — Вільям Джеймс
- «Що черепаха сказала Ахіллу» (1895) — Льюїс Керролл

### 20 століття
- «Спростування ідеалізму» (1903) — Г. Е. Мур
- «Про позначення» (1905) — Бертран Рассел
- «Нереальність часу» (1908) — Дж. М. Е. Мактаґгарт
- «Чи заснована моральна філософія на помилці?» (1912) — Х. А. Прічард[en]

- «Емоційне значення етичних термінів» (1937) — Чарльз Леслі Стівенсон[en]
- «Дослідження логіки підтвердження» (1945) — Карл Г. Гемпель
- «Умовне протилежне факту» (1946) — Родерік Чізхолм[en]
- " Обчислювальна техніка та інтелек " (1950) — Алан Тюрінг
- «On Referring» (1950) — П. Ф. Стросон (онлайн)
- «Деонтична логіка» (1951) — Георг Генрік фон Райт[en]
- «Ідентичність нерозрізнених» (1952) — Макс Блек
- «Зло і всемогутність» (1955) — Дж. Л. Макі[en]
- «Власні імена» (1958) — Джон Серл

- «Про зміст і референцію власного імені» (1977) — Джон Макдауелл[en]
- «Посібник Фодора з ментальної репрезентації» (1985) — Джеррі Фодор
- «Теорія мотивації Юма» (1987) — Майкл А. Сміт[en]
- «Чи можемо ми вирішити проблему розум-тіло?» (1989) — Колін Макгінн[en]
- «Свідомий досвід» (1993) — Фред Дрецке[en]
- «Мова і природа» (1995) — Ноам Хомскі